# Tørmur
Tørmur, også kaldet tørstensmur, er en byggeteknik, hvor konstruktioner opføres af sten uden brug af mørtel til at binde dem sammen. En vis binding stenene imellem bliver opnået ved hjælp af omhyggeligt udvalgte og sammenlåste sten.
Tørmure er bedst kendt i forbindelse med stengærder, som traditionelt bruges til markskel, kirkegårdsmure eller som støttemure ved terrassering. Men tørmure anvendes også i små hytter, huse og andre typer konstruktioner. Begrebet bruges dog sjældent om historiske byggestile, hvor præcist tilpassede sten blev anvendt uden mørtel – som f.eks. i græske templer og inkarigets arkitektur.
Kunsten at bygge tørmure blev i 2018 optaget på UNESCOs repræsentative liste over menneskehedens immaterielle kulturarv, for tørmure i lande som Frankrig, Grækenland, Italien, Slovenien, Kroatien, Schweiz og Spanien. I 2024 blev Irland føjet til listen.

## Historie
Nogle tørmurskonstruktioner i det nordvestlige Europa er blevet dateret helt tilbage til stenalderen. I County Mayo, Irland, findes et helt feltsystem opført af tørmure, senere dækket af tørv, som ved kulstof 14-datering er fastlagt til 3800 f.v.t. Disse er omtrent samtidige med den tørmursopførte neolitisk landsby Skara Brae og de kammergrave, der findes i Skotland.
De kyklopisk murværker omkring akropolis i Mykene, Grækenland, er dateret til 1350 f.v.t., og dem i Tiryns er lidt ældre.
Et lignende eksempel er Daorson i Bosnien-Hercegovina, der blev opført omkring en forhistorisk befæstet bosættelse eller akropolis (som eksisterede ca. i 1600- til 1500-tallet f.v.t. og frem til slutningen af bronzealderen, ca. 800- til 700-tallet f.v.t.), og omgivet af kyklopiske mure (svarende til dem i Mykene) dateret til 300-tallet f.v.t.
I Belize illustrerer ruinerne fra maya-byen Lubaantun brugen af tørmursbyggeri i arkitekturen i 700- og 800-tallet.
Great Zimbabwe i Zimbabwe, Afrika, er et stort akropolis-lignende bykompleks opført i tørmur mellem det 1000-tallet og 1400-tallet. Det er den største af en række lignende strukturer i regionen.

## Galleri
- Tørmur, Feidin-mure, Inisheer, Irland
- Tørmur med vindue i Bignasco, Schweiz (schweizisk-italiensk del)
- Tilføjelse af tørmur for at omdanne pladsen under en stor sten til en funktionel bygning nær Bignasco, Schweiz
- Gærde af lokale kalksten i Bluegrass-regionen i det centrale Kentucky
- Stenterrasse opført med tørmursteknik i North Carolina
- Intihuatana-ritualbygninger af tørmur ved Machu Picchu, Peru
- Tørmur i Mgarr, Malta
- Mousa Broch i Skotland, et af de mest berømte jernalder-brocher